# Медресе Мухаммада Нияза диванбеги
Медресе Мухаммада Нияза (Матнияза) диванбеги (узб. Matniyoz devonbegi madrasasi) — архитектурный памятник, здание медресе в историческом центре Хивы (Узбекистан), воздвигнутое в 1871 году при узбекском правителе Мухаммад Рахим-хане II на средства одного из его высшего сановника — Мухаммад Нияза (в диалекте Матнияз) диванбеги. Расположено перед восточной стеной медресе Мухаммада Рахим-хана II.
Как часть Ичан-Калы в 1990 году был включён в список объектов всемирного наследия ЮНЕСКО. В настоящее время является объектом туристического сервиса и показа, где расположен ресторан туристского комплекса «Хива».

## История
С 1979 года медресе Матнияза диванбеги вместе с медресе Мухаммада Амин-хана составляет туристский комплекс «Хива», приспособленный для обслуживания отечественных и иностранных туристов. В здании первого находится ресторан, который обслуживает гостиницу находящейся во второй.

## Архитектура
Одноэтажное медресе Мухаммада Нияза диванбеги имеет на втором этаже несколько помещений. Планировка медресе традиционна. Оно состоит из залов бывших учебной аудитории (дарсхана) и зимней мечети и внутреннего двора, обнесённых по кругу худжрами. По четырём углам фланкировано угловыми башнями-гульдаста. Здание построено из жжёного кирпича. Декоративные элементы были использованы только на главном фасаде.
Общая площадь здания 36,45х31,8 метров, площадь внутреннего двора 21х17 метров. Общее количество худжр 19 единиц (2 из них расположены на втором этаже).
Над входным проёмом медресе написаны посвятительные стихи почерком насталик. Они принадлежат перу хорезмского историка и поэта Агахи.